# Przedmieście
Przedmieście, suburbia (łac. suburbium) – historycznie jednostka osadnicza związana funkcjonalnie z miastem, jednak leżąca poza obszarem jego jurysdykcji. Przedmieścia występują przy dużych miastach wysoko rozwiniętych krajów; za suburbia można uznać dzielnice wchodzące w skład miasta.

## Historia
Najczęściej przedmieścia powstawały wzdłuż szlaków komunikacyjnych prowadzących do bram miasta. Cechowały się luźną, często chaotyczną zabudową. Niekiedy posiadały też niezależnie od miasta głównego prawa miejskie, bywały otoczone własnym obwodem obronnym. Wraz z rozwojem miast przedmieścia były włączane w obręb właściwego miasta.
Mianem przedmieścia określało się dzielnice otaczające centrum (znaczenie to przetrwało np. w nazwie Przedmieście Oławskie), a także, zwykle w liczbie mnogiej (przedmieścia), osady położone na skraju zespołu miejskiego. Nazwa ta przetrwała również w nazwach historycznych dzielnic miast, niejednokrotnie znajdujących się dziś w centrum (np. Dolne Przedmieście w Bielsku-Białej, Wrocławskie Przedmieście w Kaliszu).

## Suburbia

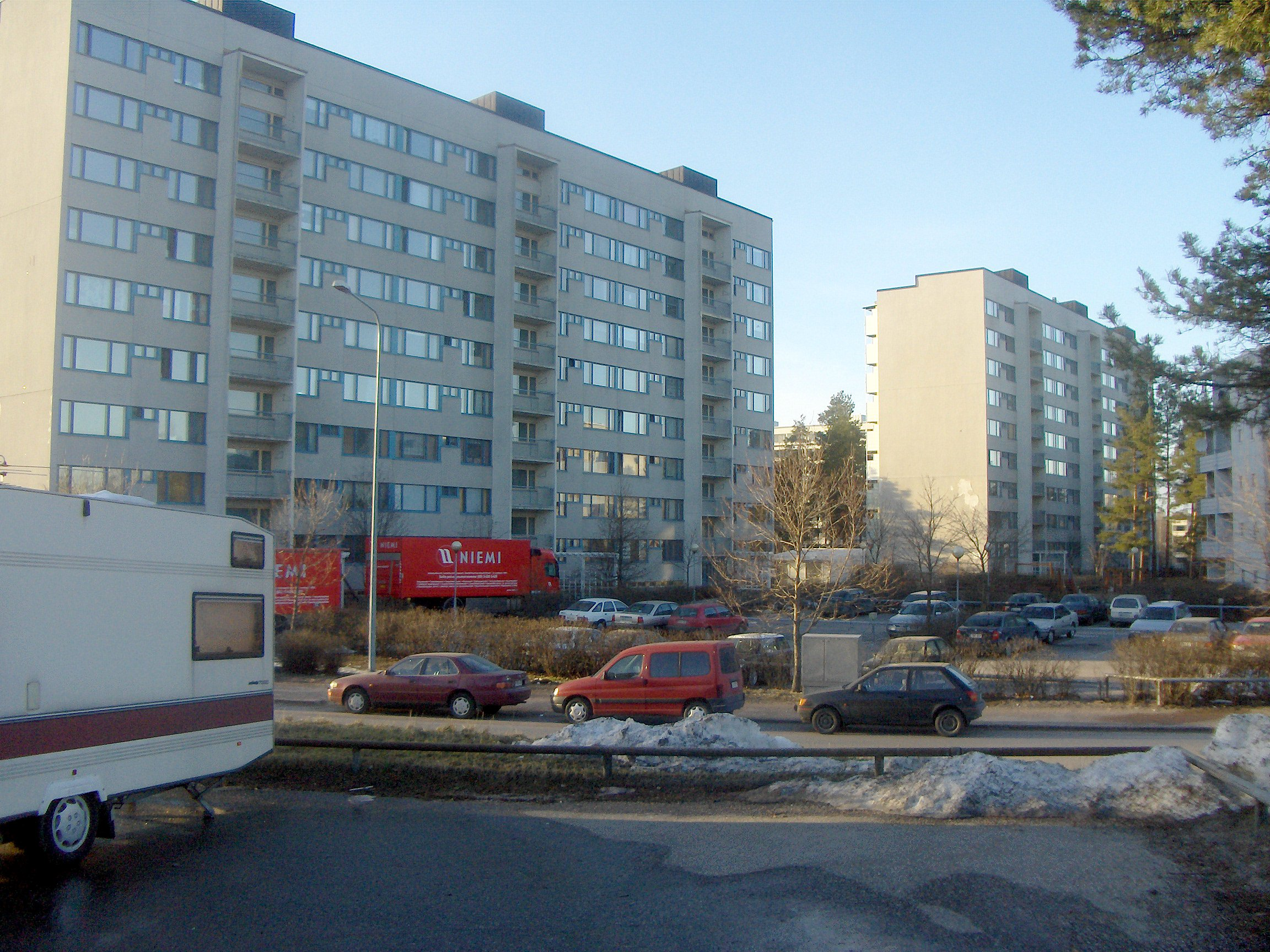
Przedmieście Kontula, Helsinki, Finlandia

Peryferyjne dzielnice dużych miast, pełniące głównie funkcję mieszkaniową, określane są również nazwą suburbia. Stanowią one „sypialnie” dla osób pracujących w śródmieściu i dojeżdżających codziennie do pracy. Dobrze rozwinięta sieć transportu miejskiego sprawia, że wielu mieszkańców miast woli mieszkać poza śródmieściem.
Przykładem tego procesu jest Londyn, który wchłonął Wimbledon, gdzie odbywają się najstarsze na świecie turnieje tenisowe, i Wembley, gdzie znajduje się słynny stadion sportowy. Szybka ekspansja zabudowy miejskiej zakończyła się dopiero w czasie II wojny światowej. W 1951 roku Londyn osiągnął najwyższą w swej historii liczbę mieszkańców. Suburbia zostały przyłączone do miasta i w ten sposób powstał Wielki Londyn.